# Studio Alchimia

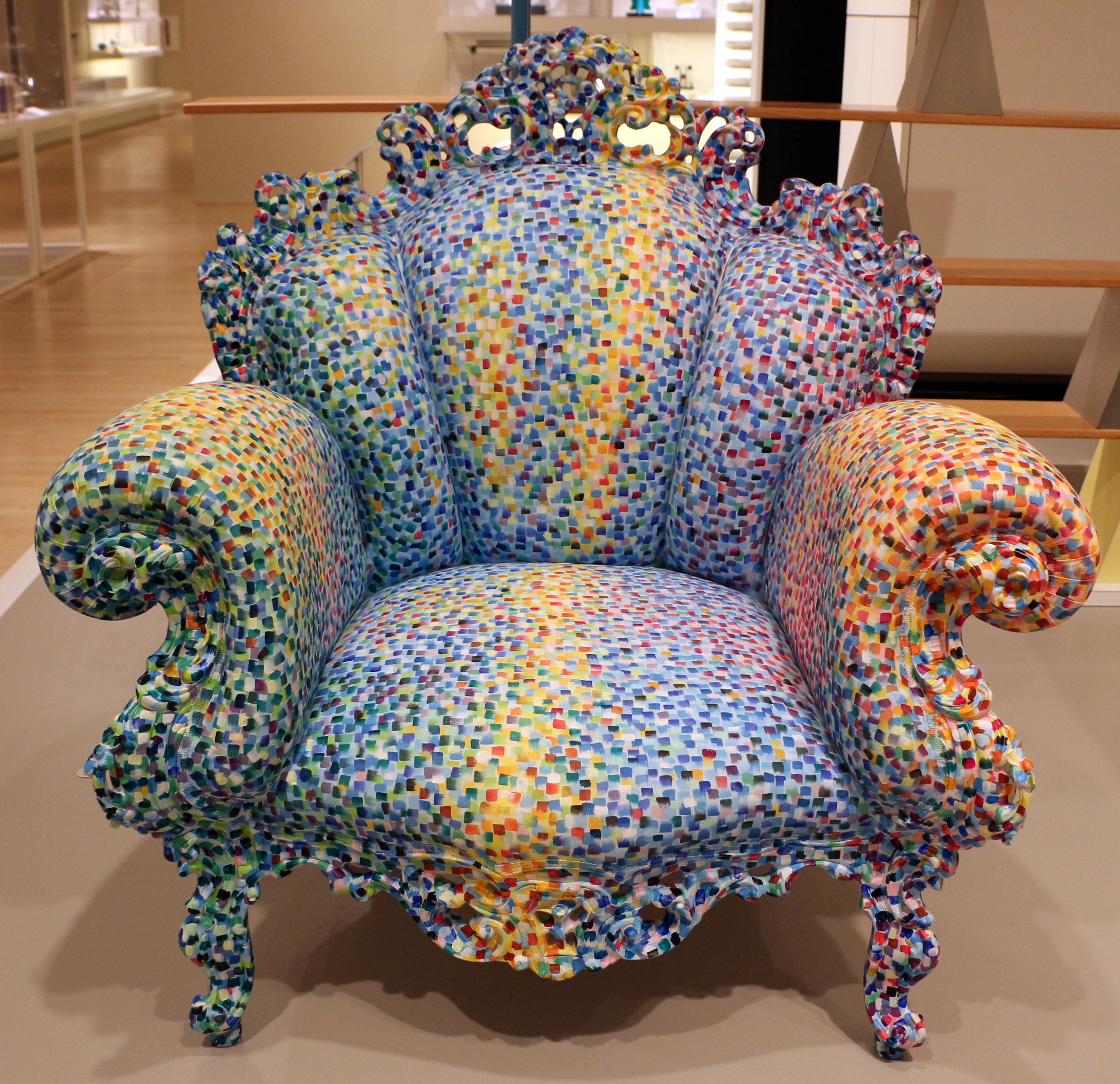
Poltrona Proust (1978) di Alessandro Mendini

Studio Alchimia è stato un gruppo italiano di artisti e designer d'avanguardia post-radicali specializzato nella progettazione e produzione di arredi. Le opere dello Studio Alchimia seguono un approccio pratico ispirandosi alla teoria del design e un atteggiamento polemico ereditato dall'architettura radicale. Le opere del gruppo elogiano la banalità e la decorazione.

## Storia
Lo Studio Alchymia, poi rinominato Studio Alchimia, venne fondato a Milano nel 1976 dai fratelli Alessandro e Adriana Guerriero con l'intenzione di «materializzare in essere qualcosa di inesistente». Secondo Alessandro Guerriero, Alchimia è «la ricerca di un principio unificante, il progetto di un universo che contiene tutte le cose, dal greco fondere, colare insieme» per creare «oggetti di funzione ed emozione».
Lo Studio, che era organizzato da Adriana Guerriero, Tina Corti e Donatella Biffi, comprendeva Alessandro Mendini, Bruno Gregori, Giorgio Gregori, Arturo Reboldi, Pier Carlo Bontempi e Carla Ceccariglia.
Lo Studio Alchimia presentò il suo primo gruppo di mobili alla mostra Bau.Haus uno nel 1978. Nel corso della kermesse, vennero esibite le creazioni di Ettore Sottsass, Alessandro Mendini, Andrea Branzi, Trix & Robert Haussmann, UFO, Michele De Lucchi e Paola Navone.
Agli inizi degli anni ottanta, lo Studio Alchimia guadagnò notorietà a livello internazionale. Vengono considerati tra i gruppi di avanguardia post-radicali più attivi nonché il principale gruppo di design dell'epoca. Nel 1980 tennero una rassegna chiamata Bau.Haus due, dove figuravano le creazioni tessili di Daniela Puppa. Lo stesso anno presero parte alla Triennale di Milano, al Musée d'Art Moderne de la Ville de Paris, alla Galleria d'Arte Moderna di Milano e alla Biennale di Venezia.
Nel 1981 lo Studio vinse il premio Compasso d'oro nella categoria "Ricerca".
I membri dello Studio Alchimia tennero seminari, produssero  opere d'arte decorative, di performance art e architettoniche, video sperimentali, progetti di abiti, scenografie teatrali e design di prodotti.
Il gruppo cessò di esistere nel 1992 su decisione di Alessandro Guerriero.
Nel 2011 le opere del gruppo vennero presentate alla mostra Postmodernism: Style and Subversion 1970-1990, tenuta al Victoria and Albert Museum di Londra.

## Galleria d'immagini

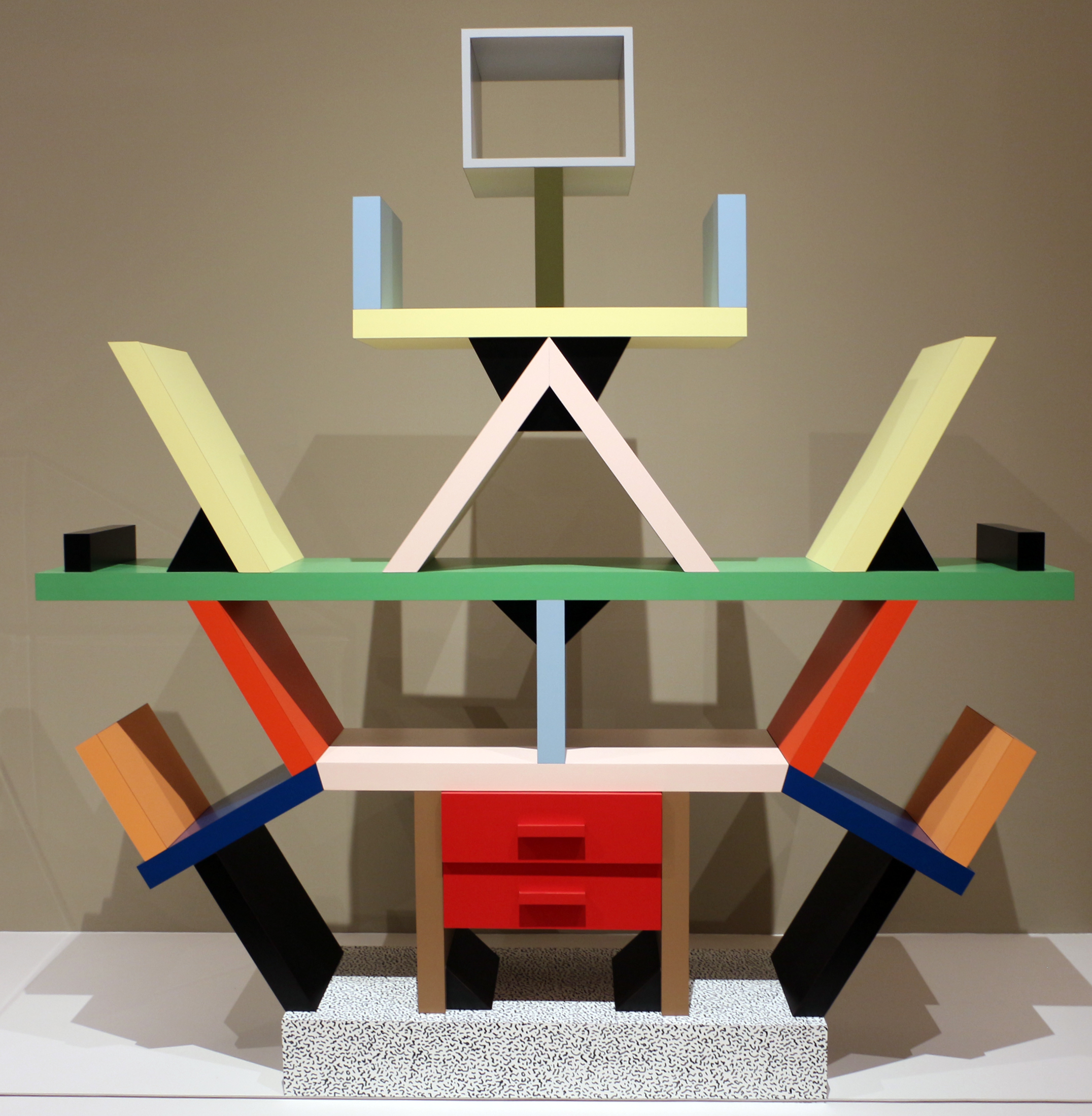
Libreria Carlton (1981) di Ettore Sottsass
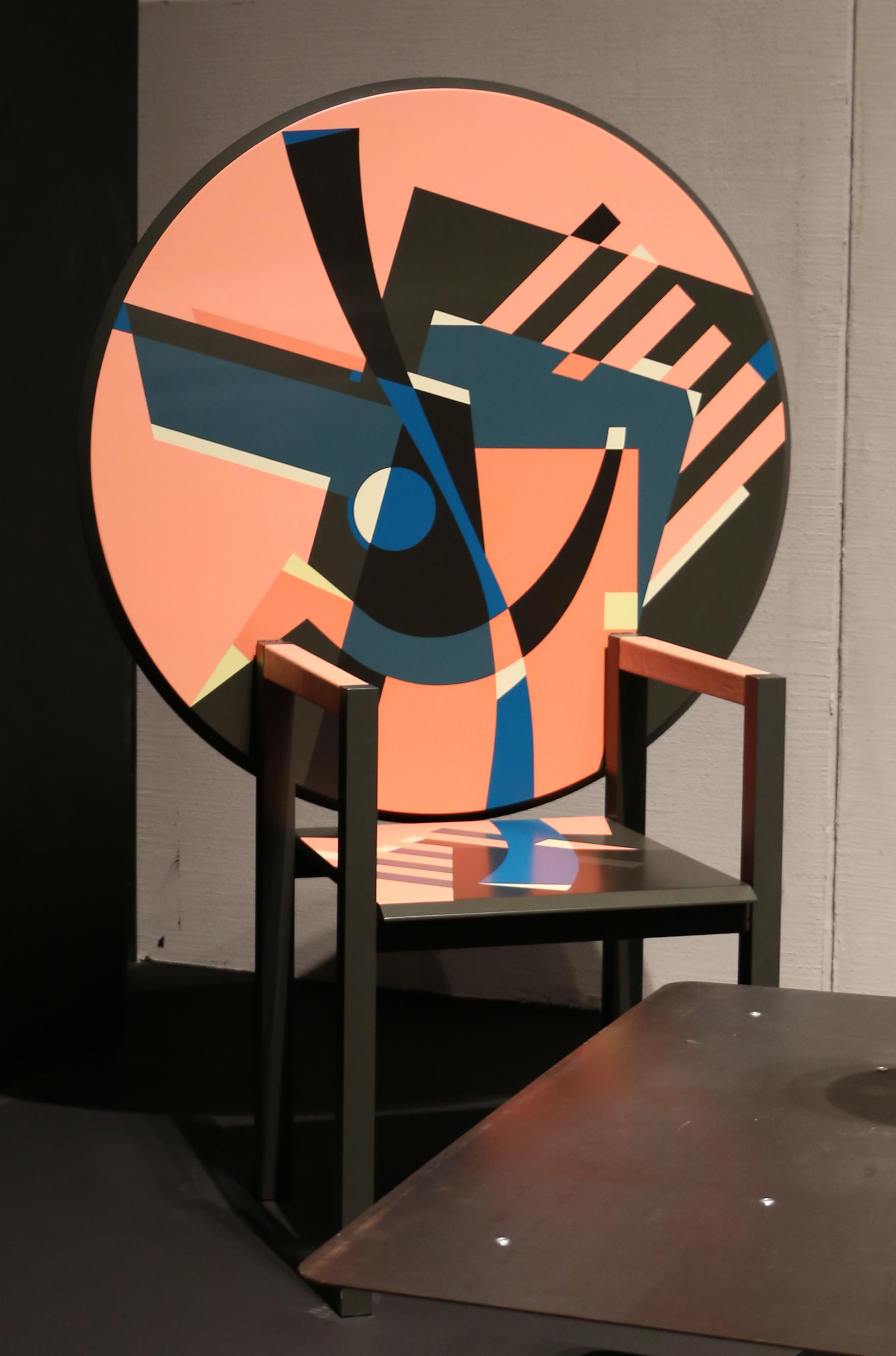
Sedia Zabro (1984) di Alessandro Mendini
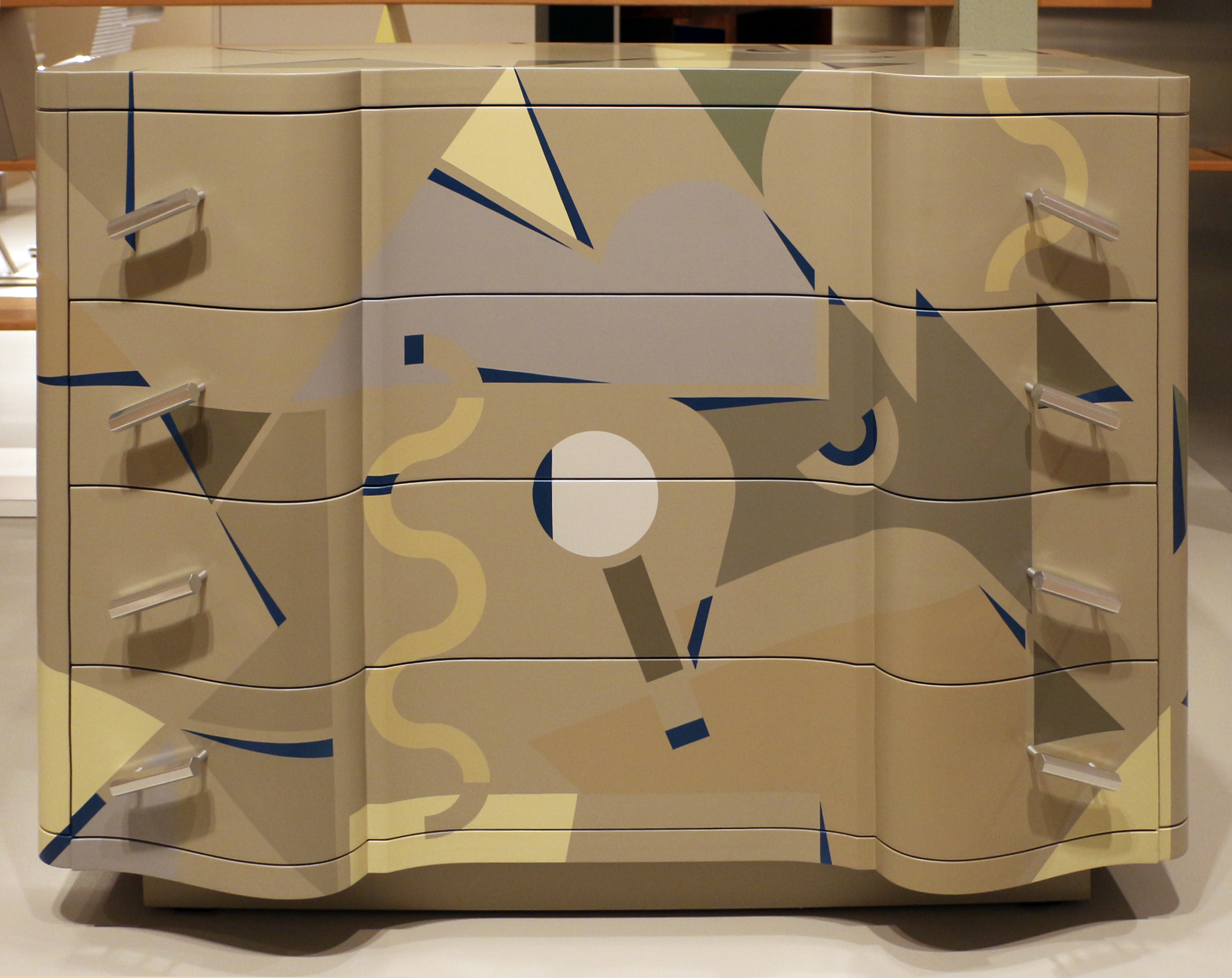
Cassettone Cetonia (1984) di Alessandro Mendini

## Premi e Riconoscimenti
- 1981 Premio Compasso d'Oro ADI